# El príncipe (película de 2002)
El príncipe es una película de Brasil que fue estrenada el 9 de agosto de 2002, guionada y dirigida por Ugo Giorgetti cuyo guion fue premiado por la Asociación de Críticos de Arte de  San Pablo (APCA).

## Reparto
- Eduardo Tornaghi .... Gustavo
- Bruna Lombardi .... María Cristina
- Ricardo Blat .... Mário
- Ewerton de Castro .... Marino Esteves
- Otávio Augusto .... Renato
- Elias Andreato .... Aron
- Márcia Bernardes ... Hilda
- Bruno Giordano	.... director de escuela
- Luis Guilherme	.... Rudolf
- Lígia Cortez .... Miriam
- Henrique Lisboa .... Amaro
- Júlio Medaglia .... maestro

## Premios
Por este filme Ugo Giorgetti recibió en 2003 el Premio al Mejor Guion otorgado por la Asociación de Críticos de Arte de  San Pablo (APCA).

## Sinopsis
Después de estar ausente durante más de 20 años, Gustavo (Eduardo Tornaghi), un hombre en su mediana edad, regresó por primera vez a Brasil debido al estado de salud de su madre y de un sobrino. Durante ese lapso llevó en París la vida tranquila de un exiliado sudamericano dando conferencias y escribiendo traducciones y artículos para publicaciones especializadas, de poca circulación pero de gran prestigio. Empieza entonces a buscar la ciudad y el país que dejara y se ve obligado a adaptarse a la nueva realidad local.